# Muniz Freire
Muniz Freire is een gemeente in de Braziliaanse deelstaat Espírito Santo. De gemeente telt 18.358 inwoners (schatting 2009).
De gemeente grenst aan Ibatiba, Ibitirama, Iúna, Alegre, Castelo, Conceição do Castelo en Brejetuba.